# Samsung Galaxy S6
Samsung Galaxy S6, Samsung Galaxy S6 Edge, và Samsung Galaxy S6 Edge+ là một điện thoại thông minh chạy hệ điều hành Android sản xuất và phát triển bởi Samsung Electronics, đưa ra trong Triển lãm di động toàn cầu vào ngày 01 Tháng Ba 2015 cho S6 và S6 edge trong khi ở New York vào ngày 13 Tháng Tám năm 2015 cho S6 Edge+. Nó là sự kế thừa của Galaxy S5. Năm nay Samsung muốn nhấn mạnh sự thay đổi về thiết kế, bao gồm màn hình cong giống như Galaxy Note Edge.